# Danilo Stanisavljević
Danilo "Dane" Stanisavljević (en serbio: Данило Дане Станисављевић; 1917-24 de octubre de 1942), también conocido como Dane Cicvara (en serbio: Дане Цицвара) fue uno de los líderes del levantamiento de Srb contra el Estado Independiente de Croacia y posteriormente un oficial militar del Ejército Yugoslavo de la Patria con el rango de voivoda. 
Es especialmente conocido por ser comandante de los rebeldes serbios de Gračac que fueron los primeros en atacar a los Ustaše del Estado Independiente de Croacia el 12 de abril de 1941. Su hermano mayor Todor también era miembro de los rebeldes. Después del levantamiento de Srb, el territorio controlado por los rebeldes se integró pacíficamente en la zona de ocupación italiana, lo que durante un tiempo protegió a los serbios que quedaban en la región de su persecución por parte del Estado independiente de Croacia . Stanisavljević fue nombrado comandante del batallón chétnik de Gračac "Gavrilo Princip". También fue comandante interino del regimiento chétnik "Vožd Karađorđe". 
El Partido Comunista Croata y sus formaciones armadas de partisanos señalaron a Stanisavljević como objetivo, al considerar que él y otros chetniks eran un obstáculo para sus objetivos revolucionarios, por lo que lo mataron el 24 de octubre de 1942. 

## Primeros años
Stanisavljević nació en 1917 en el pueblo de Dojići cerca de Gračac (Austria-Hungría, actual Croacia). Stanisavljević prestó sus servicios en el Real Ejército Yugoslavo como miembro del Regimiento de Montaña en Liubliana. Fue seleccionado para asistir al funeral de Mustafa Kemal Atatürk el 21 de noviembre de 1938 como miembro de la unidad de guardias de honor. Tenía un hermano, Todor "Toćan" Stanisavljević, que también formó parte del movimiento de resistencia.[cita requerida]

## Segunda Guerra Mundial
Stanisavljević fue comandante de los rebeldes serbios de Gračac que fueron los primeros en atacar a los ustachas del Estado Independiente de Croacia el 12 de abril de 1941. Ese día, los rebeldes comandados por Stanisavljević defendieron a Gračac de las unidades ustachas que venían de Gospić. Esta acción adquirió un carácter chétnik yugoslavo, ya que los rebeldes de Gračac se unieron a 50 marines de la Marina Real Yugoslava comandados por el capitán Mirko Blajvajz, el comandante del comando cercano de la costa de Selce. Según el historiador Žutić, las primeras unidades chétnik se establecieron cerca de Doboj el mismo día por parte de soldados del Real Ejército Yugoslavo. Los líderes chétnik de Lika y de la Krajina bosnia querían salvar a los serbios de su enemigo más acérrimo, la Ustacha, incluso si para ello tenían que aceptar temporalmente el dominio de italianos y alemanes.
En diciembre de 1941 se creó el Batallón Chétnik de Gračac "Gavrilo Princip". Stanisavljević fue nombrado su comandante, así como comandante interino del Regimiento Chétnik "Vožd Karađorđe". Stanisavljević colaboró estrechamente con Pajica Omčikus en Srb y con Momčilo Đujić y Niko Novaković Longo.
Como comandante del Batallón Chétnik, a mediados de mayo de 1942, Stanisavljević emitió una proclamación titulada "Serbios de Dalmacia". En esta proclamación, invitó a los serbios que se habían unido a los partisanos bajo el control del Partido Comunista de Croacia a abandonar a los partisanos, a los que acusaba de ser los principales enemigos de los serbios y estar bajo el mando de la Ustacha. En su lugar, esta proclamación los invitó a unirse al Ejército Yugoslavo de la Patria.
Los comunistas croatas señalaron a Stanisavljević como objetivo y ordenaron a la unidad partisana de Gračac que lo matara a él y a todos los miembros de la sede del regimiento chétnik. Según Milan Šijan, comandante de la 3.ª Brigada de Lika, de afiliación comunista, Stanisavljević fue ascendido un poco antes al rango de voivoda de Lika y Kordun. Los partisanos atacaron a los oficiales de la Brigada Chétnik de Gračac y mataron a 70 chetniks, incluido Stanisavljević. Según Šijan, Stanisavljević fue herido por primera vez cuando Aleksa Jakšić le disparó con una ametralladora ligera. Šijan puso énfasis en que Stanisavljević se suicidó para no permitir que los comunistas lo capturaran vivo. Otras fuentes comunistas publicadas indican sin embargo que Cicvara y otros chétniks murieron a manos de partisanos que solo usaban cuchillos y bombas.